# James L. Farmer

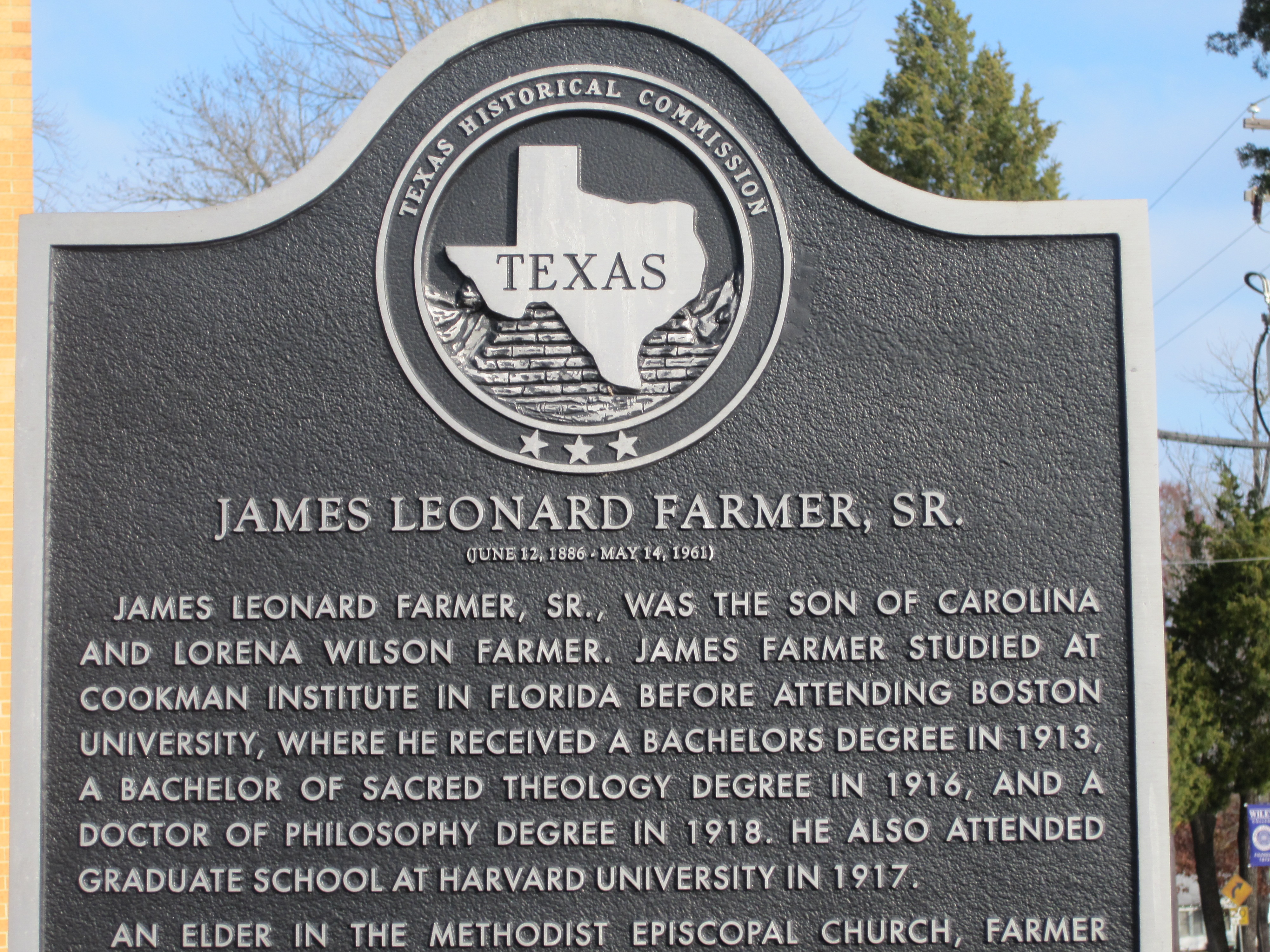
Historische marker gewijd aan 'James L. Boer, Sr op Wiley College in Marshall, Texas

James Leonard Farmer, Sr (12 juni 1886 - 14 mei 1961) was een Amerikaans auteur, theoloog en de eerste Afrikaans-Amerikaanse Texaan die een doctoraat ontving. Farmer diende verder als diaken in de Methodist Episcopal Church en als hoogleraar aan verschillende historisch zwarte hogescholen en universiteiten in de Verenigde Staten, met name Howard University, Rust College en Wiley College in Marshall, Texas. Aspecten van zijn leven zijn opgetekend in de film The Great Debaters, waarin hij wordt gespeeld door Forest Whitaker.